# Euphorbia tyraica
Euphorbia tyraica är en törelväxtart som beskrevs av Michail Klokov och Ivan Vlasovich Artemczuk. Euphorbia tyraica ingår i släktet törlar, och familjen törelväxter.
Artens utbredningsområde är Ukraina. Inga underarter finns listade i Catalogue of Life.